# Distichophyllum koghiense
Distichophyllum koghiense là một loài Rêu trong họ Hookeriaceae. Loài này được Thér. mô tả khoa học đầu tiên năm 1910.